# Opération Bamenda Clean
Crise anglophone au Cameroun
Batailles
- Batibo
- Menka
- Ekona Mbenge
- Ndop
- Wum
- Nkwen
- Opération Free Bafut
- Opération Bamenda Clean
- Opération Bui Clean
- Bamessing
- Njitapon
- Bambui
- Kumbo

- Ekondo-Titi
- Course de l'espoir
- Nkambé

- Ngarbuh
- Kumba
- Mautu
- Ekondo-Titi
- Obonyi II
- Missong
- Akwaya
- Bakinjaw
- Bamenda
- Egbekaw
- Bamenyam

L'opération Bamenda Clean (en français : « opération Bamenda Propre ») est une opération militaire menée du 8 au 19 septembre 2020 par l'armée camerounaise à Bamenda, dans la région du Nord-Ouest du Cameroun, pour lutter contre les groupes séparatistes.

## Contexte
Le 1er septembre 2020, un policier est tué et un civil blessé lors d'une attaque séparatiste à Bamenda. Le 5 septembre 2020, des tirs sporadiques entre armée et séparatistes sont signalés dans plusieurs quartiers de la ville. Le 7 septembre 2020, les autorités préfectorales interdisent la circulation des motos dans la ville, au motif que les séparatistes utilisent ce moyen de transport pour mener leurs attaques-éclair. 

## Déroulement
Le 8 septembre 2020, l'armée annonce « aux populations de la ville de Bamenda et ses environs (...) que les forces de défense et de sécurité ont engagé une opération spéciale de sécurisation de la ville », baptisée « Bamenda Clean ». L'armée est stationnée à divers carrefours du centre-ville et procède à des contrôles d'identité. Des témoins évoquent également une descente de l'armée dans certains quartiers. Durant le mois, plusieurs personnes sont arrêtées et un chef milicien séparatiste surnommé « Mad Dog » est tué. Le 9 septembre 2020, le général Valère Nka déclare qu'il y'a plusieurs combats entre l'armée et les séparatistes à Bamenda et dans les villages voisins. Le 19 septembre 2020, un policier est tué et deux autres blessés dans une embuscade de séparatistes.

## Réactions nationales
Le 15 septembre 2020, le responsable de la société civile locale Joseph  Ayea Chongsi, dénonce les procédures de l'armée : « Ils vont d’un quartier à l’autre, et effectuent des perquisitions chez les gens, Ils rentrent dans les maisons et pillent. S’ils voient un transistor ou une télé, ils vous demandent si vous avez un reçu, et si vous n’en avez pas, ils le prennent ». Selon lui, le bilan de l'opération est déjà discutable : « Cela donne l’impression que c’est un régime militaire et non un régime civil qui est en place. Et ce qui est encore plus embarrassant,  c’est qu’il n’y a pas d’état d’urgence ou de couvre-feu, mais l’armée se comporte comme si c’était le cas ». Le 24 septembre 2020, l'ordre des avocats du Cameroun souligne que l'opération a davantage de « l'extorsion et l'intimidation » à l'encontre de la population locale.